# Козлов, Дмитрий Анатольевич
Дми́трий Анато́льевич Козло́в (22 октября 1984, Прохладный) — российский футболист, нападающий.

## Карьера
Воспитанник волгоградского футбола. Профессиональную карьеру начинал в местной «Олимпии». После нескольких успешных сезонов, в которых он часто играл и много забивал, перешёл в главный волгоградский клуб — «Ротор». Дебютировал в премьер-лиге 15 августа 2004 года в матче 19 тура против «Амкара» в Перми, выйдя на 61 минуте вместо Дениса Зубко. Свой первый и пока единственный гол в Премьер-лиге забил на 31 минуте матча 24 тура в ворота «Ростова». В 2005 году перебрался в подмосковный «Сатурн», но заиграть в основном составе возможности не получил, проведя весь сезон в дублирующем составе.
По окончании сезона подписал контракт со «Спартаком» Луховицы. Однако в середине года уехал играть в Латвию за команду «Динабург». 2007 год провел в аренде в ярославском «Шиннике», за который сыграл 4 матча. По итогам сезона «Шинник» вышел в Премьер-лигу, а Дмитрий вернулся в Латвию. В 2009 году перебрался в солигорский «Шахтёр», но за основной состав провёл всего один матч.
По окончании чемпионата руководство белорусской команды решило отказаться от услуг Козлова, и он был вынужден искать новую команду. Первую половину сезона 2010 года выступал за казахстанский «Акжайык», после чего в летнее трансферное окно перебрался в курский «Авангард». В начале сезона 2011 года подписал контракт с латвийским клубом «Даугава» Даугавпилс, выступающим в Высшей лиге. Дебютировал 30 марта в полуфинальной встрече с «Вентспилсом», в котором «Даугава» уступила со счётом 0:2. В чемпионате страны свой первый матч сыграл в первом туре с «Гулбене», выйдя в стартовом составе и на 74-й минуте уступив место на поле Дмитрию Воробьёву. 17 мая забил свой первый мяч за новую команду, отличившись на 56-й минуте матча десятого тура чемпионата с «Гулбене».

## Достижения
- Победитель Первого дивизиона России: 2007.